# Stand News
Stand News (cinese:立場新聞) è stato un sito di notizie online gratuito e senza scopo di lucro con sede a Hong Kong, dal 2014 al 2021. Fondata nel dicembre 2014, è stata il successore di House News. Si è concentrato principalmente su questioni sociali e politiche a Hong Kong e in generale ha assunto una posizione editoriale pro-democrazia.
Stand News è stato classificato al primo posto in termini di credibilità tra i media online di Hong Kong in due sondaggi di opinione pubblica condotti dall'Università cinese di Hong Kong nel 2016 e nel 2019.
Il 29 dicembre 2021, sullo sfondo della crescente repressione governativa dei mezzi di informazione a seguito dell'emanazione nel 2020 della legge sulla sicurezza nazionale di Hong Kong, Stand News è stata perquisita dalle forze di polizia di Hong Kong, che hanno arrestato il personale più anziano e congelato i beni della società. Di conseguenza, come Apple Daily all'inizio dello stesso anno, Stand News è stata costretta a licenziare il personale e cessare l'attività.

## Storia
Stand News è stata fondata dopo la chiusura di House News nel luglio 2014. Invece di gestire il sito Web come una società a responsabilità limitata come House News, la società proprietaria del sito Web, Best Pencil (Hong Kong) Limited, è legalmente gestita da una società fiduciaria, vietando qualsiasi trasferimento di azioni.
A seguito della chiusura forzata di Apple Daily il 24 giugno 2021, l'organizzazione ha annunciato misure precauzionali, citando "problemi di sicurezza". Mentre ha promesso di continuare a pubblicare, ha detto che avrebbe preventivamente tolto dalla linea on line tutti gli articoli non di notizie, come commenti e editoriali. E di smettere di accettare donazioni e abbonamenti per evitare che il denaro "vada sprecato" nel caso fosse imposta una chiusura. Sei degli otto membri del consiglio si sono dimessi.
L'organizzazione ha anche partecipato alle fughe di notizie sui Pandora Papers nell'ottobre 2021.

### La chiusura
Il 3 dicembre 2021, il segretario alla sicurezza Chris Tang ha accusato il giornale di parzialità e di diffamare l'iniziativa "prigione intelligente" decisa ad Hong Kong. La mattina del 29 dicembre, Stand News è stato perquisito da oltre 200 agenti delle forze di polizia di Hong Kong. Tre uomini e tre donne sono stati arrestati e accusati di aver cospirato per pubblicare materiale sedizioso. Anche Ronson Chan, redattore di Stand News e presidente dell'Associazione dei giornalisti di Hong Kong, è stato trattenuto per essere interrogato dagli agenti della sicurezza nazionale e la sua casa è stata perquisita; due ex membri del consiglio di amministrazione – l'ex legislatore Margaret Ng e l'icona pop Denise Ho erano tra gli arrestati.
Più tardi lo stesso giorno, Stand News ha annunciato sui social che avrebbe cessato la pubblicazione e licenziato i suoi dipendenti poiché i beni dell'azienda erano stati congelati dalla polizia. Il suo sito web è stato prontamente sostituito da una breve lettera d'addio. Le pagine Facebook e Twitter dell'azienda sono state eliminate e tutti i contenuti del suo account YouTube sono stati rimossi. Anche l'ufficio britannico di Stand News ha annunciato che avrebbe chiuso, con le dimissioni del capo dell'ufficio Yeung Tin-shui.